# USS Swordfish (SSN-579)
USS Swordfish (SSN-579) (англ. Swordfish — рыба-меч) — американская многоцелевая атомная подводная лодка, вторая в серии проекта «Скейт». Контракт на строительство лодки был подписан с Портсмутской морской верфью 18 июля 1955 года, а сама подводная лодка была заложена 25 января 1956 года. В строй вступила 15 сентября 1958 года и служила до конца 1980-х. Позже была утилизирована по программе Ship-Submarine Recycling Program.

## История
«Суордфиш» – не рядовая лодка американского флота. В отличие от 3 других атомоходов, она сразу после вступления в строй была приписана к немногочисленному отряду подлодок, предназначенных для участия в специальных подводных разведывательных операциях против лодок СССР. Целью этих операций были обнаружение, слежка, преследование, выведение из строя или уничтожение шумных советских подлодок.
В 1961 году в дальневосточных водах «Меч-рыба» столкнулась с советской дизельной подводной лодкой С-176, которая отрабатывала курсовые задачи в полигоне боевой подготовки. К счастью, удар пришёлся по касательной, и С-176 отделалась вмятиной в легком корпусе.
По одной из версий, 8 марта 1968 года, столкнулась с с советской ракетной подводной лодкой К-129, пропавшей накануне.
Интересно, что 14 августа 1963 года этой подводной лодкой была потоплена другая американская подлодка USS Queenfish (SS-393), служившая мишенью.